# Rivolta di Tiro
La Rivolta di Tiro fu una ribellione anti-fatimide della popolazione della città di Tiro, nell'odierno Libano. Ebbe inizio nel 996, quando la popolazione, guidata da un comune marinaio di nome 'Allaqa, si sollevò contro il governo fatimide. Il califfo fatimide al-Ḥākim bi-amri llāh inviò il suo esercito e la sua marina a riprendere la città sotto la guida di Abu Abdallah al-Husayn ibn Nasir al-Dawla e del liberto Yaqut. Con base nelle vicine città di Tripoli e Sidone, le forze fatimidi bloccarono Tiro via terra e via mare per due anni, durante i quali il tentativo di una squadriglia bizantina di rinforzare i difensori fu respinto dalla marina fatimide con gravi perdite. Alla fine, nel maggio del 998, Tiro cadde, fu saccheggiata e i suoi difensori massacrati o fatti prigionieri in Egitto, dove 'Allaqa fu scorticato vivo e crocifisso, mentre molti dei suoi seguaci e 200 prigionieri bizantini furono giustiziati.